# Magnolia campbellii
Magnolia campbellii, la magnolia de Campbell, es una especie de Magnolia originaria de los valles del Himalaya desde el este de Nepal, Sikkim y Assam al sudoeste de China (sur de Xizang, Yunnan, sur de Sichuan) y Birmania.  

## Descripción
Es un árbol caducifolio de tamaño mediano a grande que alcanza hasta los 30 m de altura, raramente 45 m, con la corteza lisa grisácea. Las hojas tienen 10-23 cm (raramente hasta 33 cm) de largo y 4.5-10 cm (raramente hasta 14 cm) de ancho y con un ápice agudo. Las flores son muy grandes, de 15-25 cm (raramente 35 cm) de diámetro, con 12-16 tépalos, que varían del blanco al rosa oscuro. Aparecen muy temprano, antes que las hojas, la floración se produce a fines de invierno a comienzos de primavera.

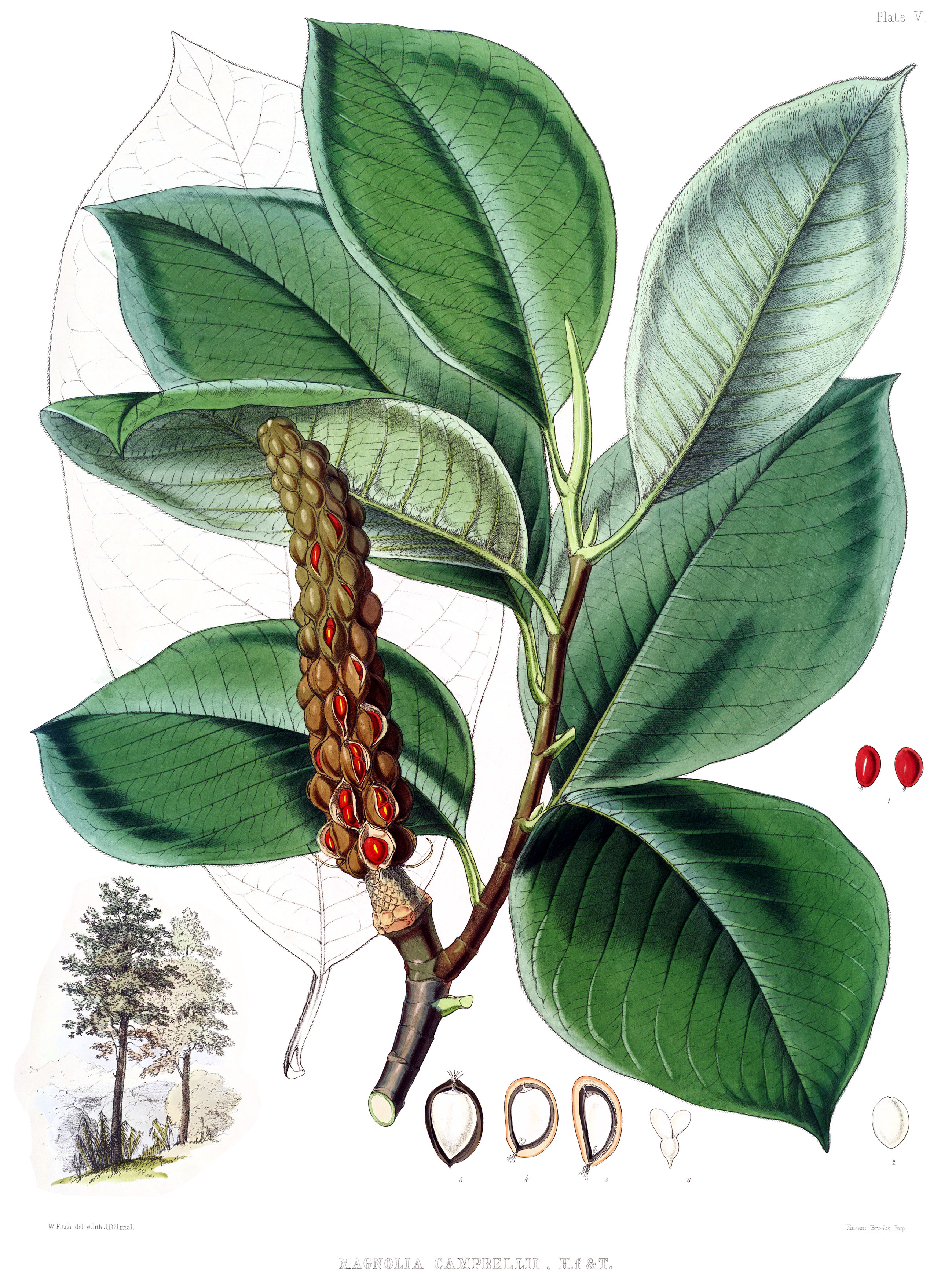
Hojas y semillas

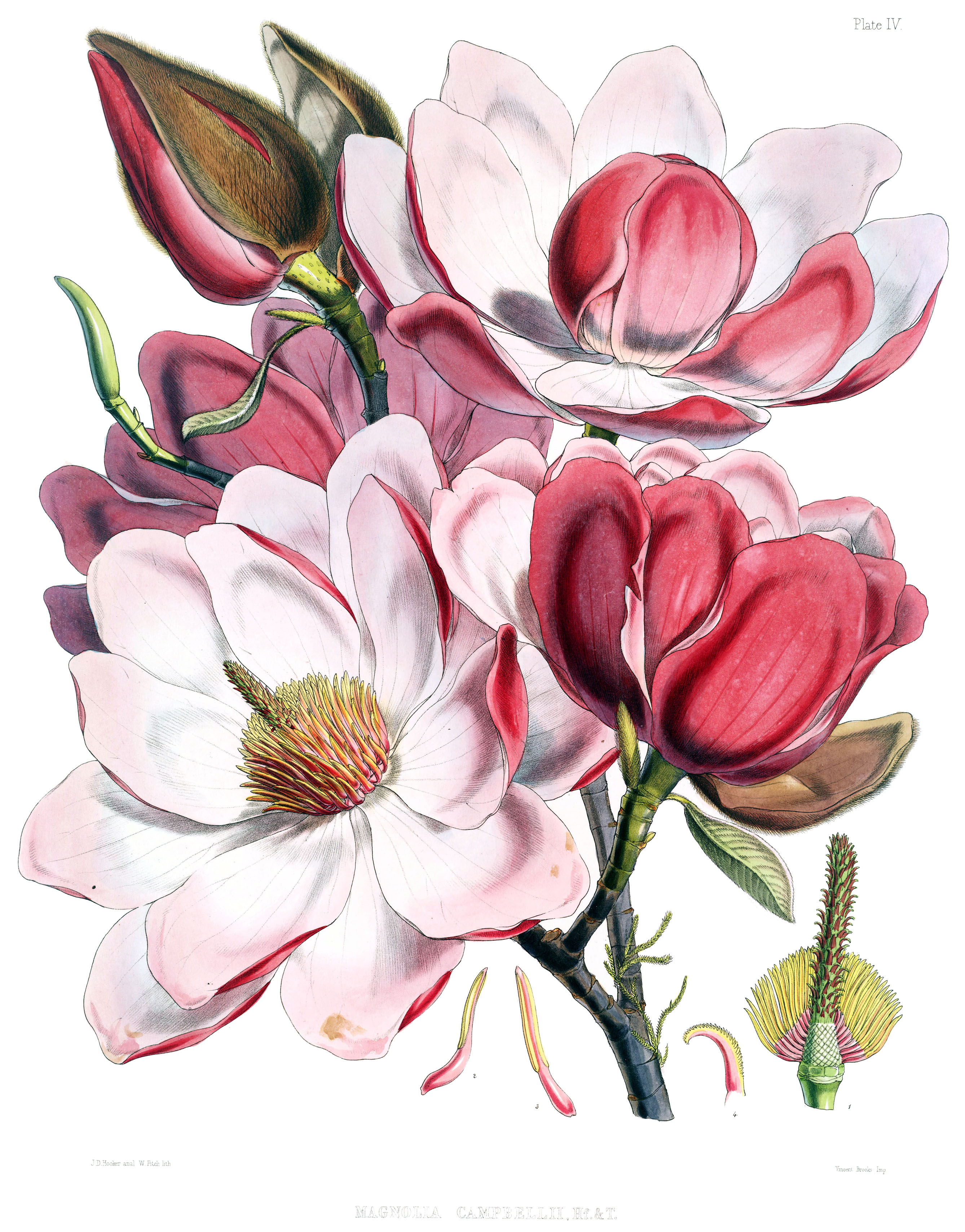
Flores

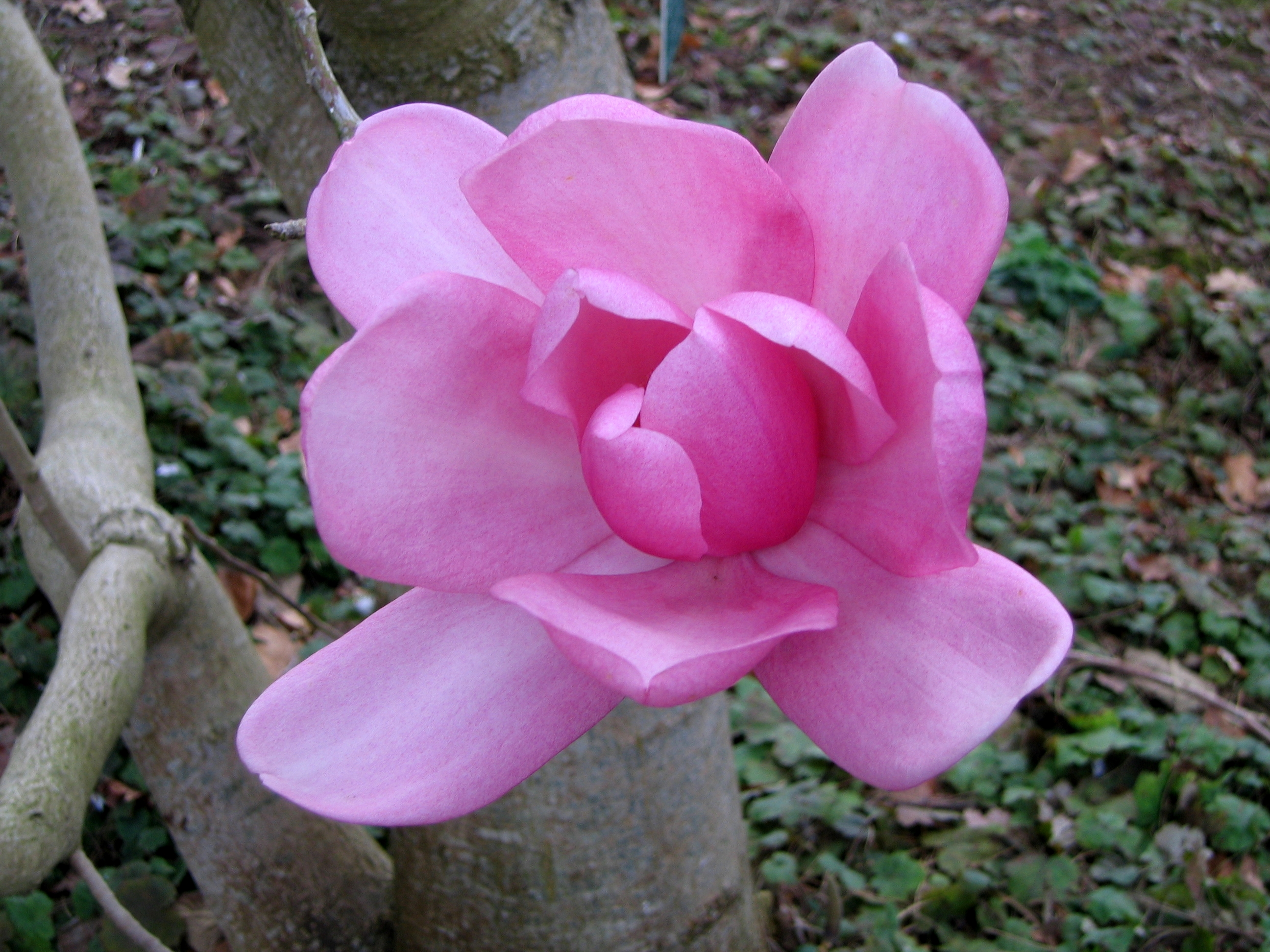
Flor

### Cultivo
Se cultiva como una planta ornamental por sus flores espectaculares, aunque el éxito de la floración se limita a las zonas con heladas leves a fines de primavera; la var. mollicomata produce sus flores un poco más tarde y es menos probable que sus flores sean dañadas por la escarcha. Los árboles jóvenes tardan mucho tiempo en alcanzar la edad de floración y t tienenj la necesidad de un suelo húmedo y un sitio suave y protegido. Varios cultivares han sido nombrados, incluyendo 'Alba' (flores blancas), "Charles Raffil" (flores de color rosa-púrpura, comienza la floración en los árboles más jóvenes), y ' Strybing Blanco" (flores blancas). Una serie de híbridos  con otras especies de Magnolias también se ha desarrollado.

## Taxonomía
Magnolia campbellii fue descrito por Hook.f. & Thomson y publicado en Flora Indica: being a systematic account of the plants. . 1: 77. 1855.
Etimología
Magnolia: nombre genérico otorgado en honor de Pierre Magnol, botánico de Montpellier (Francia).
campbellii: epíteto En Epítetos Botánicos</ref>
Variedades
Hay dos variedades: 
- Magnolia campbellii var. campbellii. Parte occidental del Himalaya. Los brotes y tallos de las flores finamente peludas.
- Magnolia campbellii var. mollicomata. Del oriente en Yunnan y zonas adyacentes. Brotes densamente pilosos.

Sinonimia
- Yulania campbellii (Hook.f. & Thomson) D.L.Fu, J. Wuhan Bot. Res. 19: 198 (2001).
- Magnolia mollicomata W.W.Sm., Notes Roy. Bot. Gard. Edinburgh 12: 211 (1920).
- Magnolia campbellii subsp. mollicomata (W.W.Sm.) Johnstone, Asiatic Magnolias Cult.: 53 (1955).
- Magnolia campbellii var. mollicomata (W.W.Sm.) F.S.Ward, Gard. Chron. 137: 238 (1955).
- Magnolia campbellii var. alba Tresder, Magnolias: 90 (1987).[2][3]